# Paxillaceae
Paxillaceae is een botanische naam, voor een familie van schimmels. De familie bevat ruim 150 soorten verdeeld over elf geslachten (peildatum oktober 2020):
- Alpova (15)
- Austrogaster (3)
- Gyrodon (23)
- Hoehnelogaster (1)
- Meiorganum (4)
- Melanogaster (27)
- Neoalpova (1)
- Paragyrodon (1)
- Paxillus (74)
- Pseudogyrodon (1)
- Rodwaya (1)